# 손정륜
손정륜(孫正倫, 1991년 9월 18일~)은 재일 한국인 축구 선수이며 포지션은 미드필더이다.